# 东霍普
东霍普（英語：East Hope）是一个美國城市，位於爱达荷州邦纳县。根據 2010年的人口普查，當地人口為210人。

## 地理
东霍普位于48°14′31″N 116°17′42″W / 48.24194°N 116.29500°W (48.241882,-116.294925)。
根据美国人口普查局，该城市的总面积為0.46平方英里（1.19平方）。其中，有0.40平方英里（1.04平方）為陸地，0.06平方英里（0.16平方）為水域。

## 人口统计

### 2010年人口普查
根據2010年人口普查，當地人口為210人，有109个家庭，其中64個家庭居住在城市。